# U.S. Route 4
Pour les articles homonymes, voir Route 4.
L'U.S. Route 4 (aussi appelée U.S. Highway 4, abrégé en US 4) est une route qui relie Albany, dans l'État de New York, à Portsmouth, dans le New Hampshire, en passant par le Vermont. Dans l'État de New York, la US 4 est indiquée comme nord–sud, reflétant son alignement dans l'état. Au Vermont et au New Hampshire, la route est indiquée est–ouest, la direction habituelle des routes numérotées par un chiffre pair.

## Description du tracé
|       | mi     | km     |
| ----- | ------ | ------ |
| NY    | 79,67  | 128,22 |
| VT    | 66,06  | 106,31 |
| NH    | 106,83 | 171,93 |
| Total | 252,62 | 406,55 |

### New York

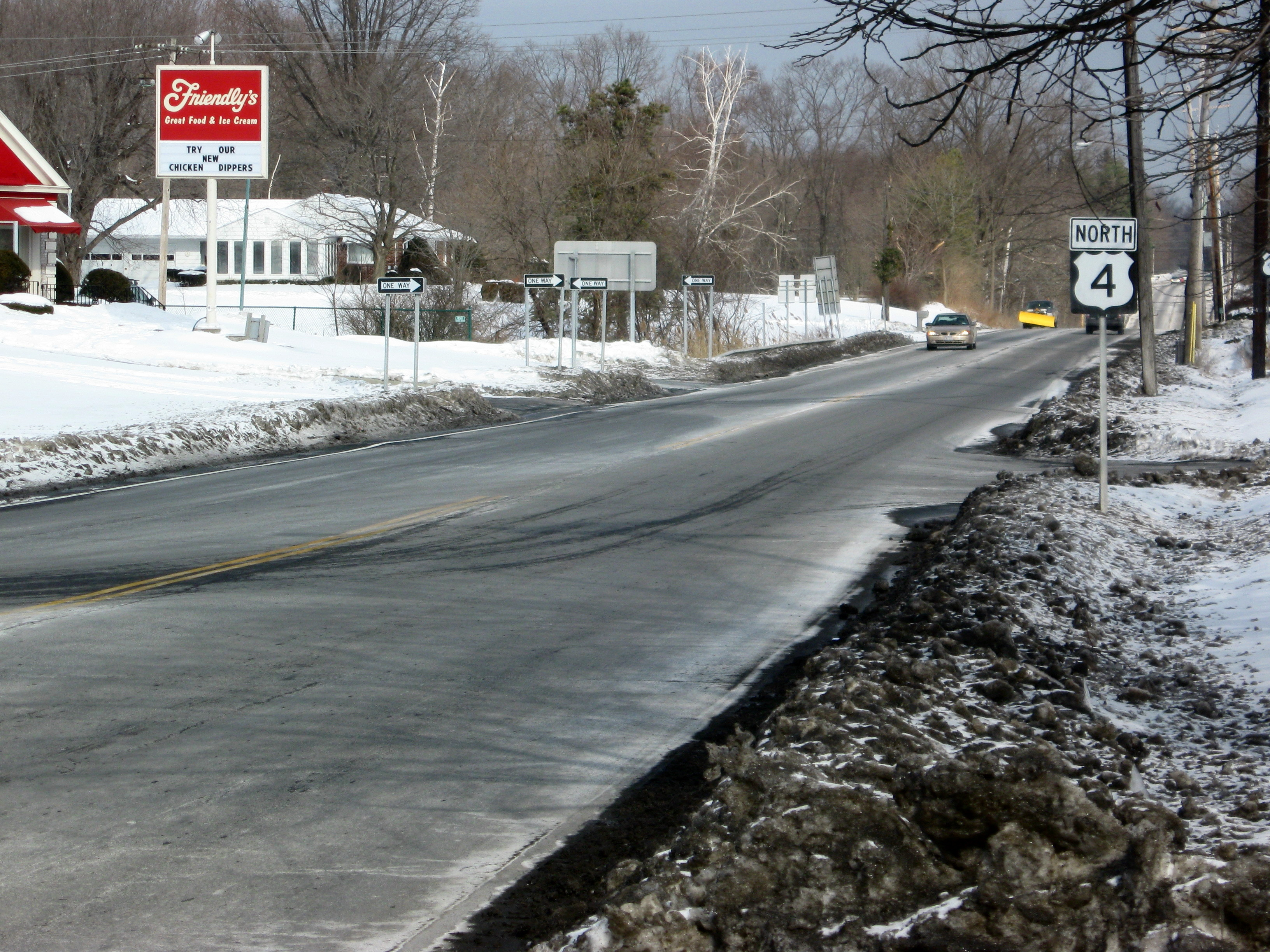
Terminus ouest de la US 4 à la jonction avec la US 9 et la US 20 à East Greenbush, New York, une banlieue d'Albany

C'est dans l'État de New York, et plus particulièrement dans le comté de Rensselaer, à East Greenbush, que débute la US 4, à la jonction avec la US 9 et la US 20. Elle se dirige vers le nord, croise l'I-90 après 4 kilomètres et continue vers Troy, qui est traversée du sud vers le nord, le long du fleuve Hudson. Celui-ci est franchi par la US 4 qui entre dès lors dans le comté de Saratoga, où elle poursuit son cours vers le nord, toujours le long de l'Hudson. Après 40 kilomètres environ, ayant traversé nombre de petites localités, la US 4 enjambe à nouveau l'Hudson, entrant dans le comté de Washington, et continue vers le nord jusqu'à Fort Edward, où elle quitte le cours du fleuve Hudson pour prendre la direction du nord-est. Après avoir parcouru 46 kilomètres depuis Fort Edward (et 128 kilomètres depuis East Greenbush), la US 4 entre dans le Vermont.

### Vermont
Dès l'entrée dans le comté de Rutland, la US 4 devient une route à quatre voies avec un séparateur central. Elle se dirige vers l'est et rejoint la US 7 à Rutland. La US 4 forme un multiplex avec celle-ci sur quatre kilomètres. La US 4 quitte ensuite le comté de Rutland pour entrer dans celui de Windsor et rejoint White River Junction, où elle croise l'I-89 puis la US 5 (et, via un bref tronçon de celle-ci, l'I-91) qu'elle suit sur quelques centaines de mètres, traversant la White River. La US 5 et la US 4 se séparent immédiatement après, cette dernière franchissant le fleuve Connecticut, entrant, 106 kilomètres après avoir quitté l'État de New York, dans le New Hampshire.

### New Hampshire
Le premier comté abordé dans le New Hampshire est celui de Grafton. La US 4 poursuit sa progression vers l'est, croisant l'I-89 une deuxième puis une troisième fois de part et d'autre de la ville de Lebanon. L'itinéraire s'oriente ensuite vers le sud-est, la US 4 pénétrant dans le comté de Merrimack. Rejoignant le fleuve du même nom, la US 4 partage brièvement le tracé de la US 3, avant de traverser le fleuve pour se fondre avec l'I-93. Après neuf kilomètres vers le sud sur une route à quatre bandes avec séparateur central, la US 4 se sépare de l'I-93 à Concord pour prendre, vers l'est, une autre route à quatre bandes avec séparateur central, qu'elle partage avec la US 202 et l'I-393. Cette Interstate s'arrêtant après sept kilomètres, il en va de même pour le format autoroutier qui disparaît. La route se poursuit vers l'est, et entre dans le comté de Rockingham en étant toujours en multiplex avec la US 202. Celle-ci bifurque vers le nord-est et quitte le tracé de la US 4 qui entre ensuite dans le comté de Strafford, où elle rejoint le tracé du Spaulding Turnpike pour franchir le General Sullivan Bridge et entrer à nouveau dans le comté de Rockingham. Quelques centaines de mètres après l'échangeur avec l'I-95 à Portsmouth, la US 4 se termine à un grand rond-point où se rejoignent cinq routes différentes : la US 4 elle-même, la New Hampshire Route 16 et le Spaulding Turnpike, qui partageaient tous deux son tracé, plusieurs bretelles d'accès à l'I-95 et la US 1 Bypass, une route auxiliaire de la US 1. La US 4 parcourt 171 kilomètres dans le New Hampshire.

## Intersections majeures
New York
 US 9 / US 20 à East Greenbush
 I-90 au nord de East Greenbush
Vermont
 US 7 à Rutland. Les routes forment un multiplex jusqu'au centre de Rutland.
 I-89 à Hartford
 US 5 à Hartford. Les routes forment un multiplex jusqu'à White River Junction.
New Hampshire
 I-89 à Lebanon
 I-89 à Lebanon
 US 3 à Boscawen. Les routes forment un multiplex dans la ville.
 I-93 à Concord. Les routes forment un multiplex dans la ville.
 I-93 / I-393 / US 202 à Concord. L'I-393 / US 4 forment un multiplex jusqu'à Pembroke. La US 4 / US 202 forment un multiplex jusqu'à Northwood.
 I-95 à Portsmouth